# Campionati europei juniores di sci alpino 1975
I Campionati europei juniores di sci alpino 1975, 4ª edizione della manifestazione organizzata dalla Federazione internazionale sci, si svolsero in Austria, a Mayrhofen, Finkenberg e Zell am Ziller; il programma incluse gare di discesa libera, slalom gigante e slalom speciale, sia maschili sia femminili.

## Risultati

### Uomini

#### Discesa libera
| Pos. | Atleta           | Nazione        |
| ---- | ---------------- | -------------- |
| 1    | Michael Veith    | Germania Ovest |
| 2    | Leonhard Stock   | Austria        |
| 3    | Germano Pegorari | Italia         |

#### Slalom gigante
| Pos. | Atleta            | Nazione       |
| ---- | ----------------- | ------------- |
| 1    | Andreas Wenzel    | Liechtenstein |
| 2    | Leonhard Stock    | Austria       |
| 3    | Torsten Jakobsson | Svezia        |

#### Slalom speciale
| Pos. | Atleta        | Nazione        |
| ---- | ------------- | -------------- |
| 1    | Bojan Križaj  | Jugoslavia     |
| 2    | Bohumír Zeman | Cecoslovacchia |
| 3    | Paul Frommelt | Liechtenstein  |

### Donne

#### Discesa libera
| Pos. | Atleta                 | Nazione  |
| ---- | ---------------------- | -------- |
| 1    | Torill Fjeldstad       | Norvegia |
| 2    | Anneliese Petautschnig | Austria  |
| 3    | Laura Motta            | Italia   |

#### Slalom gigante
| Pos. | Atleta         | Nazione        |
| ---- | -------------- | -------------- |
| 1    | Martina Ellmer | Austria        |
| 2    | Karin Sundberg | Svezia         |
| 3    | Monika Berwein | Germania Ovest |

#### Slalom speciale
| Pos. | Atleta               | Nazione        |
| ---- | -------------------- | -------------- |
| 1    | Monika Berwein       | Germania Ovest |
| 2    | Torill Fjeldstad     | Norvegia       |
| 3    | Marianne Zechmeister | Germania Ovest |

## Medagliere per nazioni
| Pos. | Nazione        | Oro | Argento | Bronzo | Totale |
| ---- | -------------- | --- | ------- | ------ | ------ |
| 1    | Germania Ovest | 2   | 0       | 2      | 4      |
| 2    | Austria        | 1   | 3       | 0      | 4      |
| 3    | Norvegia       | 1   | 1       | 0      | 2      |
| 4    | Liechtenstein  | 1   | 0       | 1      | 2      |
| 5    | Jugoslavia     | 1   | 0       | 0      | 1      |
| 6    | Svezia         | 0   | 1       | 1      | 2      |
| 7    | Cecoslovacchia | 0   | 1       | 0      | 1      |
| 8    | Italia         | 0   | 0       | 1      | 1      |